# لویی بارتو
ژان لوئی بارتو (فرانسوی: Jean Louis Barthou‎؛ ۲۵ اوت ۱۸۶۲ – ۹ اکتبر ۱۹۳۴) سیاستمدار جمهوری سوم فرانسه بود.
وی از مارس تا دسامبر ۱۹۱۳ نخست‌وزیر فرانسه، از ۱۸۹۴ تا ۱۸۹۵ وزیر امور عمومی، از سال ۱۸۹۶ تا ۱۸۹۸ وزیر کشور فرانسه، از سال ۱۹۰۶ تا ۱۹۰۹ وزیر امور عمومی، پست و تلگراف فرانسه، از سال ۱۹۰۹ تا ۱۹۱۰، ۱۹۱۳، ۱۹۲۲ و ۱۹۲۶ تا ۱۹۲۹ وزیر دادگستری فرانسه، در سال ۱۹۱۳ وزارت آموزش ملی، در سال ۱۹۱۷ و ۱۹۳۴ وزیر امورخارجه فرانسه و ۱۹۲۱ تا ۱۹۲۲ و ۱۹۳۰ تا ۱۹۳۱ وزیر جنگ فرانسه بوده‌است.
در ۹ اکتبر ۱۹۳۴ هنگامی که بارتو به عنوان وزیر امورخارجه به استقبال الکساندر یکم، پادشاه یوگسلاوی در شهر مارسی رفته بود، ولادو چرنوزمسکی، جوان انقلابی اهل بلغارستان وی و الکساندر یکم را به ضرب گلوله ترور کرد.